# 汀瑞游击队
汀瑞游击队是第一次国共内战时期中国共产党领导的游击队，活动于福建长汀、江西瑞金一带，其活动区域被称作闽赣边游击区。
1934年11月，中华苏维埃共和国福建军区将瑞金桃阳与长汀古城合并为桃古区，并组建汀瑞游击队，共120余人，领导人为胡荣佳、彭胜标。1935年3月起，闽赣边区遭国军两个多师兵力“清剿”，瑞金等地各独立营与游击队损失大部，余部数十人改称瑞金游击队，领导人为赖昌祚、钟得胜。1937年春，汀瑞游击队、瑞金游击队和（瑞金）武阳游击队（领导人为刘国兴）会合，共约100人，仍称汀瑞游击队（一说改称汀瑞会游击队）；12月，汀瑞游击队300多人集结于瑞金蓝田石水湾，改编为汀瑞边抗日游击支队。后来，汀瑞边抗日游击支队编入新四军第二支队。